# Атанас Талев
Атанас Талев – Ацко е български футболист, вратар.

## Кариера
Играе за отбора на ФК 13, като през пролетта на 1936 г. вече е титулярен вратар. През 1938 г. печели Царската купа. Пази във финала срещу Левски (Русе), спечелен с 3:1. Записва 15 мача за тима в Национална футболна дивизия (3 мача през сезон 1937/38, 9 през 1938/39 и още 3 двубоя през сезон 1939/40).
През пролетта на 1940 г. става част от Мюнхен 1860. По спомените на друг български вратар Райчо Богословов Талев оставя трайна следа в тима. Богословов определя Талев като един от най-добрите вратари в Мюнхен по това време. Атанас Талев записва 6 двубоя, в които затвърждава класата си. Играе и за сборния отбор на Мюнхен в приятелски мач срещу сборния отбор на Рим.
След това се завръща във ФК 13 и играе за тима до 1943 г. През 1942 г. записва два мача за националния отбор на България – при загубите с 0:6 от Хърватия и от Германия с 0:3. През 1943 г. става част от АС-23. Дебютира за отбора на 24 май 1943 г. в мач с Македония (Скопие) (1:4). Изиграва 9 срещи за „асистите“. След 1944 г. играе за обединения тим на Чавдар (София). Записва 8 двубоя в Първа софийска дивизия и 4 мача за Купата на Червената армия.
Впоследствие емигрира в Швейцария и живее там като лице без гражданство. В продължение на три сезона е вратар на отбора на Грасхопър, като записва 32 срещи. През сезон 1950/51 е вратар на Сервет. За Сервет записва 14 мача. През сезон 1951/52 е играч на Йънг Фелоус. Изиграва 7 срещи за тима. Общо има 53 двубоя в швейцарското първенство.
Умира на 22 септември 1968 г., затрупан от снежна лавина.

## Успехи
- Царска купа – 1938